# Carlo Negri
Carlo Negri (Genova, 26 settembre 1919 – Coriza, 23 settembre 1943) è stato un militare e aviatore italiano.
Sottotenente pilota di complemento della specialità caccia, partecipò alla seconda guerra mondiale. Per il suo comportamento nell'ultima missione fu decorato di Medaglia d'oro al valor militare alla memoria.

## Biografia

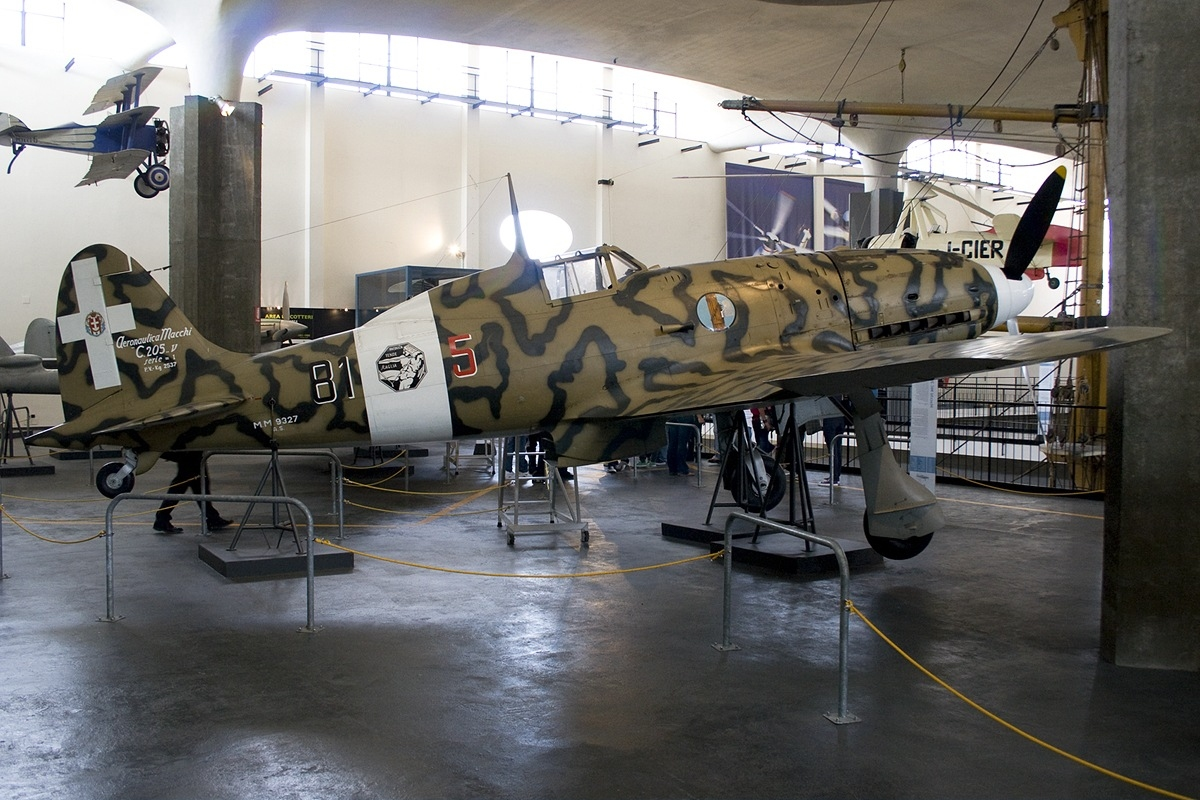
Un caccia Aermacchi C.205 Veltro conservato presso il Museo della Scienza e della Tecnica di Milano.

Nacque a Genova il 26 settembre 1919, figlio di Rinaldo e Margherita Pirelli. Studente di Ingegneria industriale presso l'Università degli Studi di Milano prima della guerra, fu chiamato a prestare servizio di leva nel 1939 venendo ammesso, con ritardo, al quarto anno di studi, che abbandonò per arruolarsi nella Regia Aeronautica il 22 luglio 1941. Presentatosi al Centro Istruzione Reclute che si trovava sull'aeroporto di Orvieto fu nominato quello stesso giorno Primo Allievo Ufficiale Pilota perché già in possesso del brevetto di volo civile. Il 20 dicembre 1941 venne trasferito presso la Scuola di pilotaggio di Pistoia, dove conseguì il brevetto di pilota militare il 15 ottobre 1942 volando su velivolo IMAM Ro.41 Maggiolino. Il 7 novembre fu mandato presso la Scuola di secondo periodo di Castiglion del Lago dove ottenne la promozione a sergente pilota, e il 2 gennaio 1943 fu trasferito presso la Scuola di pilotaggio di Gorizia.
Nel marzo 1943 ottenne la promozione al grado di sottotenente di complemento e l'abilitazione al combattimento ottenuta su caccia Fiat C.R.42 Falco
Terminato l'addestramento al volo presso il 1º Nucleo Addestramento Caccia di Udine, fu assegnato alla 97ª Squadriglia, 9º Gruppo, 4º Stormo Caccia Terrestre l'8 agosto dello stesso anno.
Era da poco in forza al reparto, ma aveva già compiuto 15 missioni belliche, quando, l'8 settembre 1943, fu reso noto l'armistizio, che poneva termine alle ostilità fra l'Italia e gli Alleati, ma di fatto le apriva con gli ex-alleati tedeschi.
A quella data il 4º Stormo, si trovava al Sud, dove la famiglia reale aveva trovato rifugio, schierato sull'aeroporto di Gioia del Colle, ma già il giorno successivo il reparto si posizionò su quello di Galatina. 
Dopo breve tempo la Regia Aeronautica, ora al fianco degli Alleati con la denominazione di Italian Co-Belligerent Air Force, era già impegnata in missioni di attacco e rifornimento per alleggerire la pressione sulle unità del Regio Esercito intrappolate nei Balcani e aggregate ai locali movimenti di Resistenza. In una di queste occasioni, il 21 settembre 1943, egli si offrì volontario per lanciare un cilindro con un messaggio destinato a un reparto italiano accerchiato a Coriza, in Albania.
Colpito dalla contraerea il suo Aermacchi C.205 Veltro fu costretto a compiere un atterraggio d'emergenza, e dopo aver consegnato il messaggio a un soldato italiano, cercò di allontanarsi dalla zona. Immediatamente catturato dai soldati tedeschi fu sottoposto a processo sommario, e fucilato il giorno 23. Non poté godere della protezione accordata dalle convenzioni internazionali poiché non vi era ancora stata nessuna formale dichiarazione di guerra fra Italia e Germania
Per questa azione il fu insignito dapprima di una Medaglia di bronzo al valor militare successivamente commutata in Medaglia d'oro alla memoria.
A poco più di sessant'anni dalla morte gli è stato intitolato il 61º Stormo dell'Aeronautica Militare basato sull'aeroporto di Lecce-Galatina, lo stesso da cui Negri partì per la sua ultima missione. Alla cerimonia di intitolazione ha preso parte anche il nipote, l'omonimo dirigente d'azienda Carlo Puri Negri, detentore di importanti incarichi all'interno della Pirelli. Il giovane ufficiale, infatti, era imparentato con la nota dinastia industriale per parte della madre Margherita.
In suo onore, ogni anno, viene organizzata dalla famiglia Pirelli la coppa velica "Carlo Negri".

### Annotazioni
1. ↑  Tale dichiarazione fu emessa dal governo Badoglio solo il 13 ottobre 1943.
2. ↑  La cerimonia avvenne il 30 ottobre 2003, alla presenza del Presidente della Repubblica italiana Carlo Azeglio Ciampi.

### Fonti
1. ↑   Scheda su Carlo Negri - www.anpi.it, su anpi.it. URL consultato il 27 dicembre 2010.
2. 1 2 3   Voce Onorcaduti sul Sottotenente Carlo Negri, su difesa.it. URL consultato il 27 dicembre 2010.
3. 1 2 3 4 5 6  Ufficio Storico dell'Aeronautica Militare 1969, p. 225.
4. 1 2 3 4 5  Ufficio Storico dell'Aeronautica Militare 1977, p. 34.
5. 1 2  Ufficio Storico dell'Aeronautica Militare 1977, p. 35.
6. ↑  Dunning 1988, p. 24.
7. ↑  D'Amico, Valentini 1986, p. 50.
8. ↑  D'Amico, Valentini 1986, p. 49.
9. ↑  Ciampi e la Resistenza «Va studiata a scuola».
10. ↑  Quirinale - scheda - visto 26 dicembre 2010.
11. ↑  Bollettino Ufficiale 1947 disp. 15 pag. 1095.
12. ↑  Bollettino Ufficiale 1944 supp. 2 pag. 10.